# Svindleri
Svindleri är ett brott enligt 9 kap 9 § Brottsbalken.
Svindleri är en form av kvalificerat bedrägeri genom att det inte riktar sig mot någon eller några personer utan mot allmänheten genom att sprida vilseledande uppgifter för att påverka priset på vara, värdepapper eller annan egendom.
Samma gäller den som medverkar vid bildande av aktiebolag eller annat företag eller på grund av sin ställning bör äga särskild kännedom om ett företag, uppsåtligen eller av grov oaktsamhet offentliggör eller eljest bland allmänheten eller företagets intressenter sprider vilseledande uppgift ägnad att påverka bedömandet av företaget i ekonomiskt hänseende och därigenom medföra skada.
 Det krävs inte att det föreligger något skadesyfte eller att skada verkligen har uppstått.
Det är tillräckligt att skada kunde ha uppstått.
Påföljden är fängelse i högst två år eller, om brottet är ringa, böter eller fängelse i högst sex månader.
Är brottet grovt, döms till fängelse, lägst sex månader och högst sex år.

Frågan om svindleri har prövats av Högsta domstolen.  Vid ett fall där de åtalade dömdes för svindleri i Sundsvalls tingsrätt så överklagades domen till Hovrätten för nedre Norrland som visserligen fann att uppgifterna som styrelsen lämnat var vilseledande, men det var inte visat att "den vilseledande uppgiften spritts till så många kreditgivare att svindleriparagrafens krav på spridning kan anses uppfyllt". När fallet togs upp i Högsta domstolen så utgick denna från att åtalet avsåg ett vilseledande genom information i en registreringsanmälan för vilken bestämda lagregler gäller. Det var alltså inte fråga om ett uppgiftslämnande i allmänhet, där utelämnande av viss information kan generellt sett vara i lika mån vilseledande som en positivt oriktig uppgift. Den lagreglerade uppgiftsskyldigheten enligt 4 kap 12 § aktiebolagslagen fick anses sätta ramen för vad som kan anses vara ett vilseledande. Hade uppgiften till PRV varit korrekt enligt tidigare lydelse av 4 kap 12 § aktiebolagslagen kan något vilseledande ej föreligga.
Att hänföra det åtalade förfarandet till svindleri skulle innebära att man - med avsteg från legalitetsprincipen - skulle ge stadgandet en utvidgad tillämpning som inte kan komma i fråga.